# Cantone di Orly
Il Cantone di Orly è una divisione amministrativa dell'arrondissement di Créteil.
A seguito della riforma complessiva dei cantoni del 2014 è passato da 1 a 3 comuni.

## Composizione
Prima della riforma del 2014 comprendeva il solo comune di Orly. Dal 2015 comprende i comuni di:
- Ablon-sur-Seine
- Orly
- Villeneuve-le-Roi